# Gare de Saint-Ouen-sur-Seine
Ne doit pas être confondu avec Gare de Saint-Ouen-Garibaldi, Gare de Saint-Ouen ou Gare de l'avenue de Saint-Ouen.
La gare de Saint-Ouen-sur-Seine est une gare ferroviaire, fermée, de la ligne de La Plaine à Ermont - Eaubonne, située dans la commune de Saint-Ouen-sur-Seine, dans le département de la Seine-Saint-Denis, en France.
Parfois appelée « gare Godillot » du nom de la rue Godillot où elle se trouve, elle ne doit pas être confondue avec l'actuelle gare de Saint-Ouen qui se trouve plus à l'ouest sur la ligne d'Ermont - Eaubonne à Champ-de-Mars (VMI) ou l'ancienne gare de l'avenue de Saint-Ouen située sur la ligne de Petite Ceinture à Paris.

## Situation ferroviaire
La gare de Saint-Ouen-sur-Seine est située sur la ligne de La Plaine à Ermont - Eaubonne, entre la gare de La Plaine-Tramways (fermée) et la gare de Saint-Ouen-Garibaldi (fermée).

## Histoire
Il existait sur la ligne reliant La Plaine aux docks de Saint-Ouen deux arrêts rapprochés : l'arrêt de la rue de La Chapelle (actuelle rue du Docteur-Bauer) et l'arrêt de l'avenue Michelet.
Quand la ligne est prolongée jusqu'à Ermont-Eaubonne le 1er juillet 1908 par la Compagnie des chemins de fer du Nord, une nouvelle gare est ouverte à équidistance des deux anciens arrêts. Elle fut  réalisée entre 1907 et 1909 par les architectes Ligny et Aumont.
À la suite des travaux en avant-gare du Nord pour permettre la création de la gare souterraine (RER B et D), la desserte de la ligne est interrompue à partir du 25 septembre 1977 entre la gare nouvelle de Saint-Ouen-Garibaldi (correspondance avec la station Garibaldi de la ligne 13 du métro) et la gare du Nord. La gare de Saint-Ouen-sur-Seine est donc fermée. Comme elle est située sur la section de la ligne de La Plaine à Ermont - Eaubonne non reprise par le projet VMI (future branche nord-ouest du RER C), elle est remplacée par la nouvelle gare de Saint-Ouen en 1988, construite sur une nouvelle section de la ligne VMI, environ 2 km plus loin. 

## Patrimoine ferroviaire
Après la fermeture de la gare, le bâtiment voyageurs est abandonné, squatté et dégradé pendant des décennies. Il est racheté en 2012 par un ancien antiquaire qui a entrepris de le rénover afin d'y héberger un showroom,.

Le bâtiment voyageurs en 2011
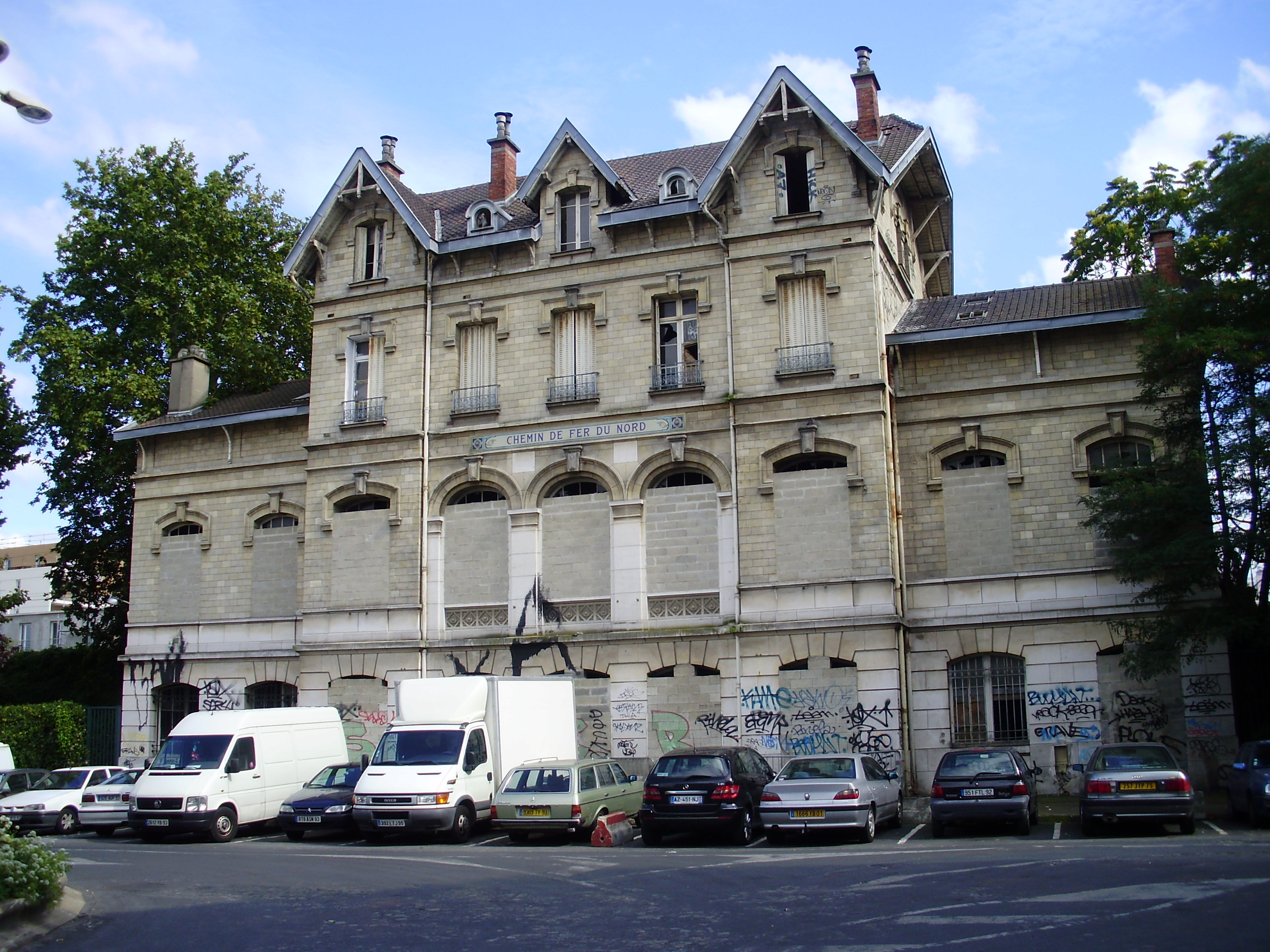
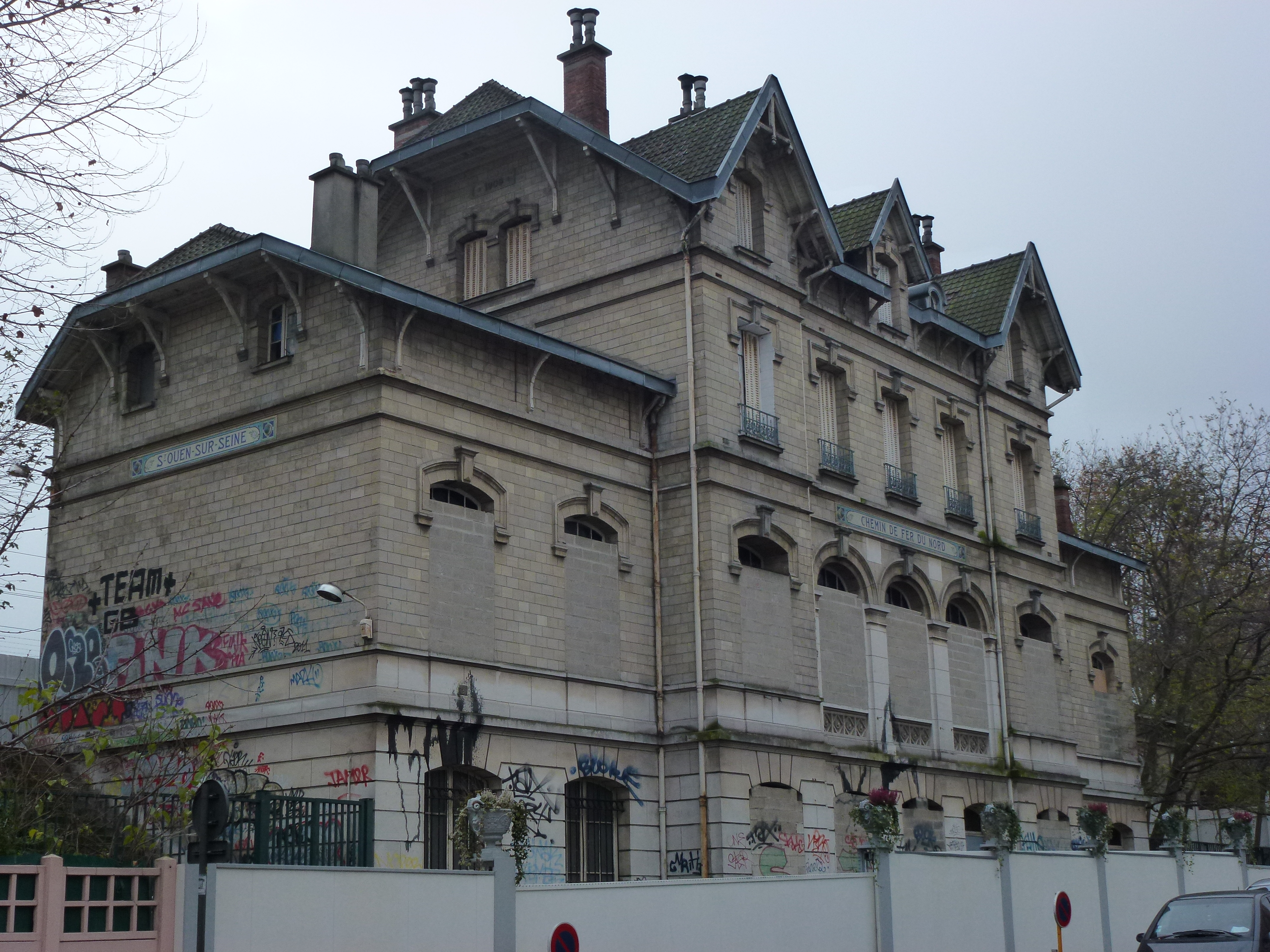

Le bâtiment voyageurs en 2017
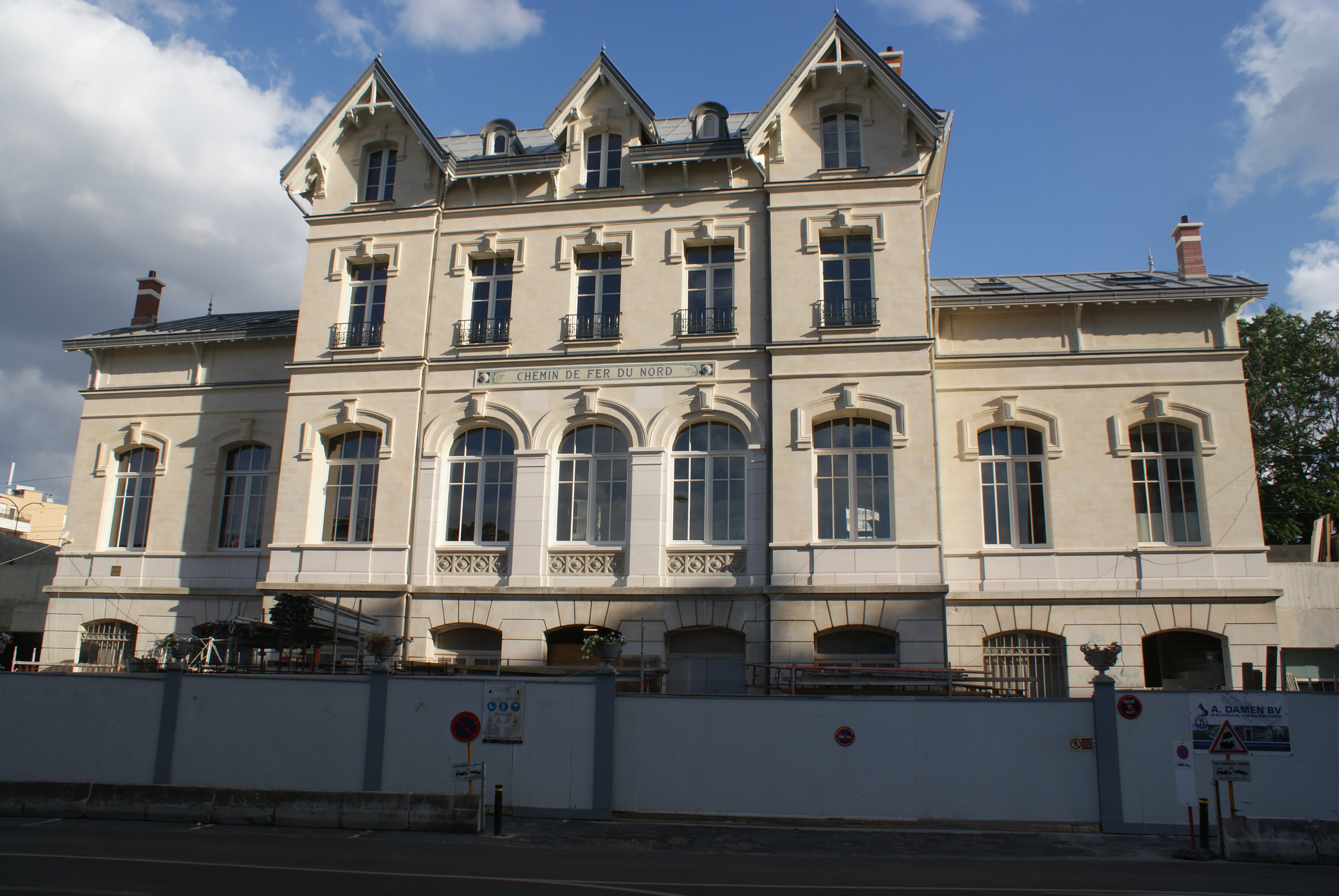
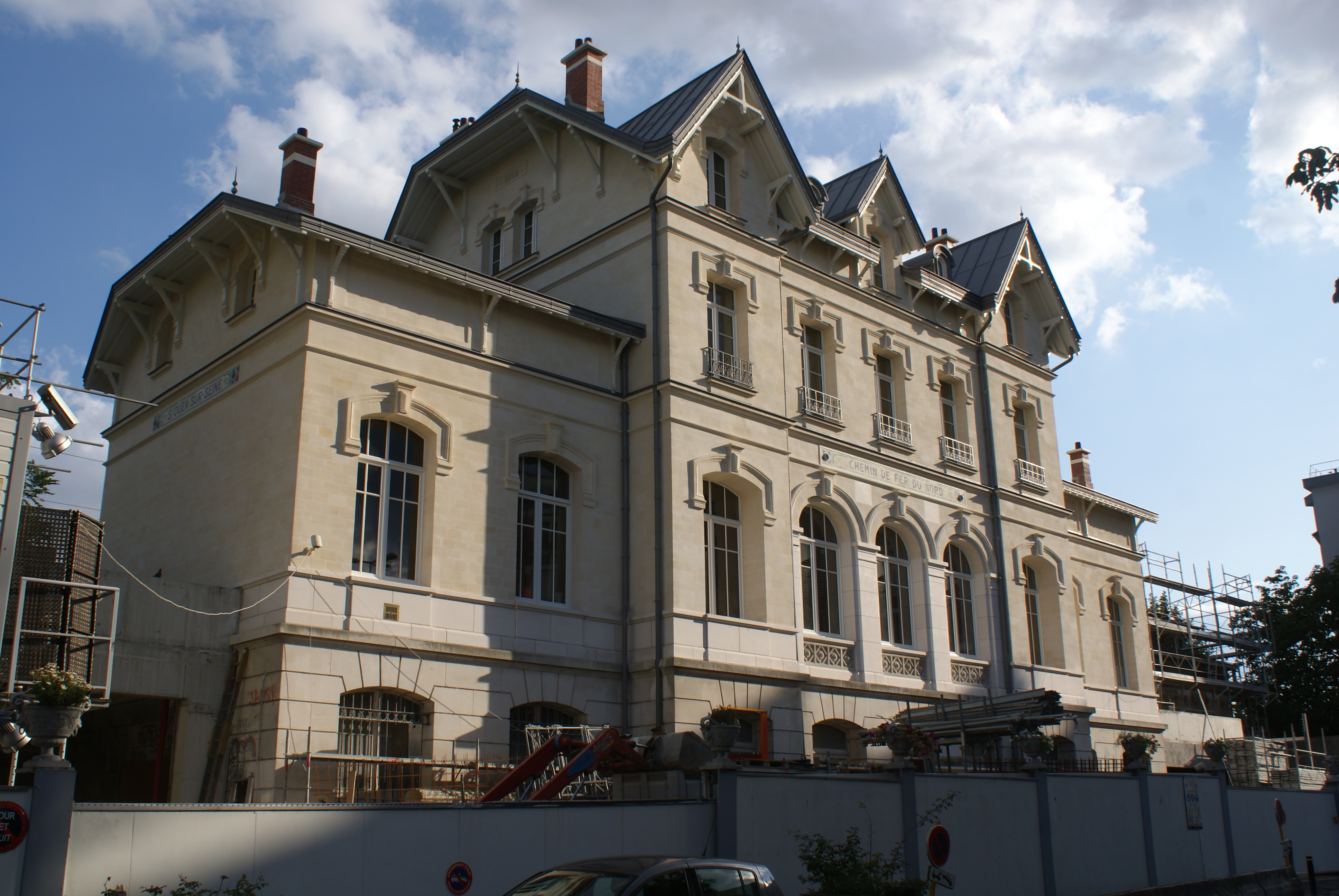

Le bâtiment voyageurs en 2022
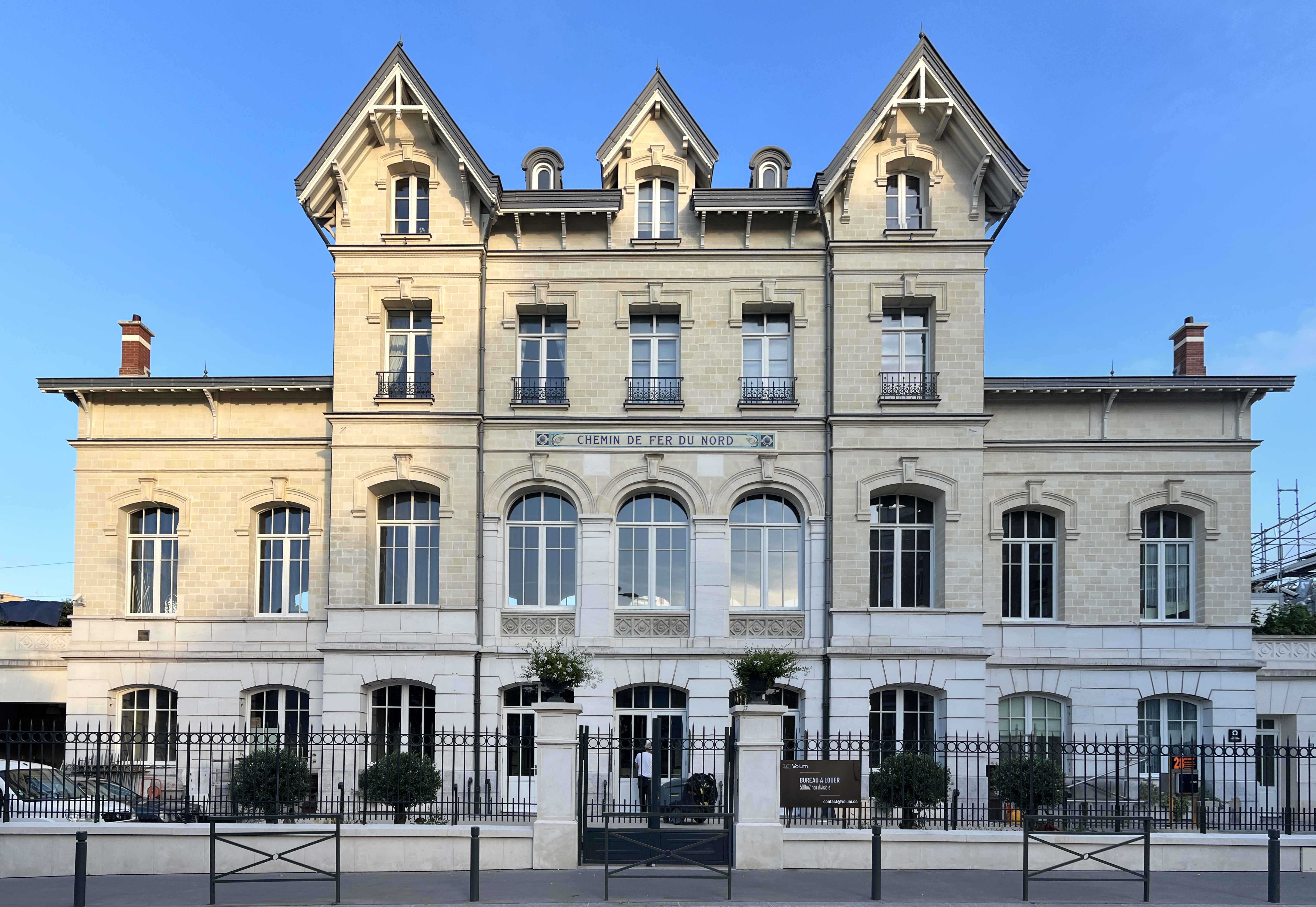
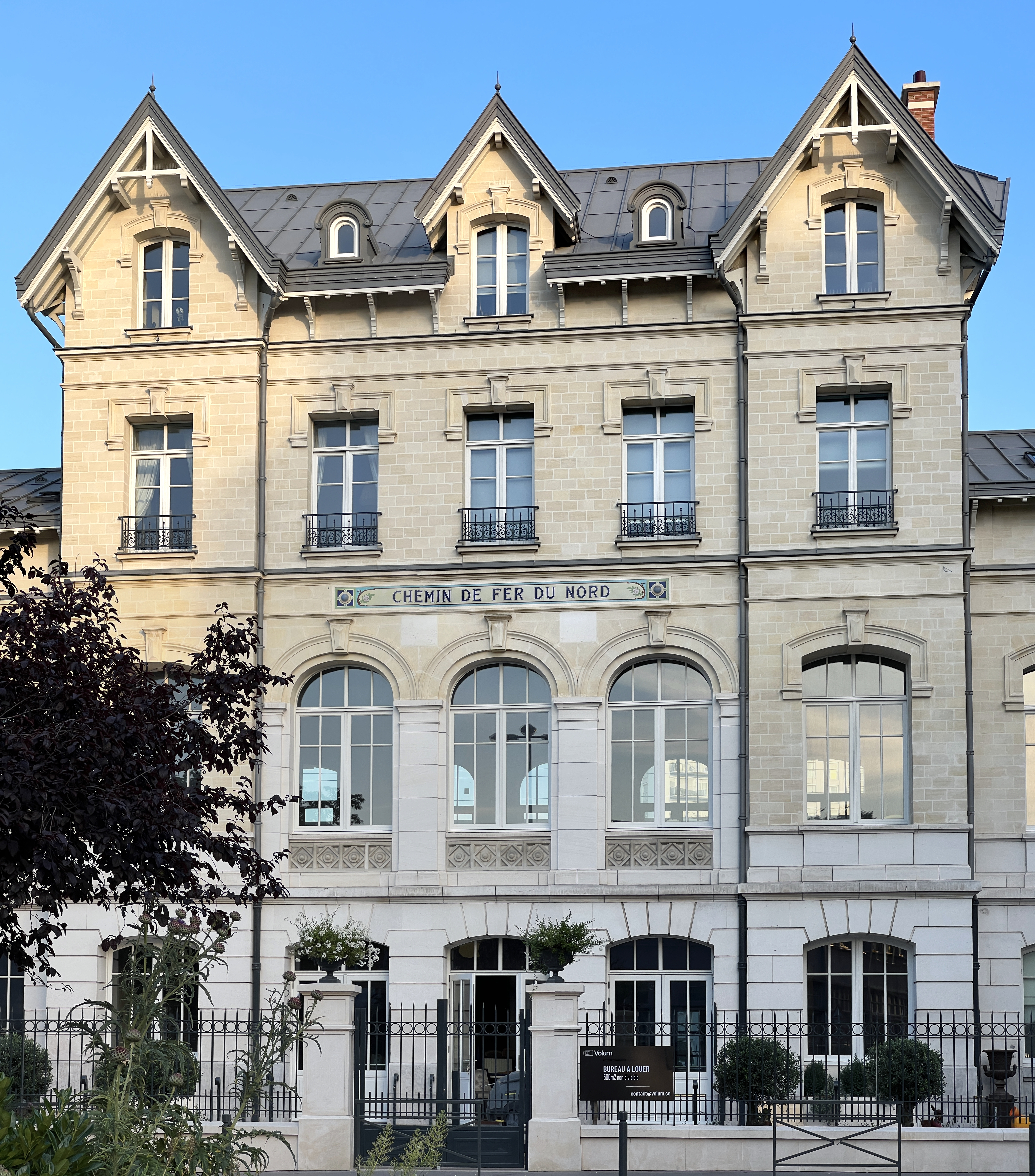